# Diploknema
Diploknema es un género con diez especies de plantas de la familia de las sapotáceas. Es nativo del sur de Asia.

## Especies seleccionadas
- Diploknema butyracea
- Diploknema dongnaiensis
- Diploknema grandiflora
- Diploknema hutyraceoides
- Diploknema krabiensis
- Diploknema oligomera
- Diploknema ramiflora
- Diploknema sebifera
- Diploknema siamense
- Diploknema yunnanensis

## Sinónimos
- Aesandra Pierre
- Aisandra Pierre
- Mixandra Pierre